# 神奇寶貝劇場版：蒼海的王子 瑪納霏
《蒼海的王子 瑪納霏》，是神奇寶貝動畫的第九部電影版、同時也是超世代系列的第四部電影版、對戰開拓區的第二部電影版、也是超世代系列的最後一部電影版。本作以「捕獲啟動！拜託你了，神奇寶貝！」作為標語。

## 劇情簡介
由杜勳頓所帶領的海盜集團，在海中取得有「蒼海的王子」之稱的瑪納霏的蛋，企圖用以不法之事。但隨即被從中臥底的神奇寶貝保育家傑克·渥卡所奪走。
之後，小智等人在旅途中因缺乏水源，而與一群為「水之民」後代的馬戲團家族結識。當晚小遙夢見一座神殿。後經廣美的解說，眾人方知他們正在替傑克保管瑪納霏的蛋，而那神殿正是牠的故鄉，名為亞克夏。
隨後，杜勳頓等人聞訊前來想把蛋搶回。在混亂之中，瑪納霏在小遙手中孵化了。大家便決定將牠送回神殿；而杜勳頓為了得到隱藏在神殿內的寶物「海之王冠」，極需要瑪納霏來替自己找出神殿的正確位置，便在後跟蹤。一場驚險的行動就此展開....

## 場景
- 海之神殿亞克夏：取材自古羅馬的神殿造型

## 登場人物
| 角色                        | 配音員     | 配音員 | 配音員 | 介紹                                                                               |
| 角色                        | 日本       | 香港   | 臺灣   | 介紹                                                                               |
| --------------------------- | ---------- | ------ | ------ | ---------------------------------------------------------------------------------- |
| 小智                        | 松本梨香   | 吳小藝 | 汪世瑋 |                                                                                    |
| 皮卡丘                      | 大谷育江   |        |        |                                                                                    |
| 小遙                        | KAORI      | 羅嘉玲 | 傅曼君 |                                                                                    |
| 小剛                        | 上田祐司   | 張振聲 | 于正昇 |                                                                                    |
| 小勝                        | 山田恭子   | 方淑儀 | 詹雅菁 |                                                                                    |
| 武藏                        | 林原惠     | 譚淑英 | 詹雅菁 |                                                                                    |
| 小次郎                      | 三木真一郎 | 陳廷軒 | 吳東原 |                                                                                    |
| 喵喵                        | 犬山犬子   | 王夢華 | 汪世瑋 |                                                                                    |
| 傑克·渥卡（暱稱阿傑）       | 山寺宏一   |        | 陳宏瑋 | 神奇寶貝保育家的一員，他的任務是要守護瑪納霏的蛋到海之神殿，是一個大膽又細心的人。 |
| 幽靈·杜魯布（海盜集團首領） | 藤岡弘     |        | 符爽   | 一個野心極大的邪惡海盜，擁有巨大的潛水作戰艇，為了想要得到東西而不擇手段。         |
| 基祖（海盜船員之一）        |            |        |        |                                                                                    |
| 廣美                        | 真鍋薰     |        | 林美秀 | 水中神奇寶貝表演團的大明星，知名度非常的高，同時也是水之子民的後裔。               |
| 恩普（廣美的爺爺）          | 西村知道   |        | 符爽   |                                                                                    |
| 凱（廣美的爸爸）            | 佐佐木誠二 |        | 陳宏瑋 |                                                                                    |
| 美蘭姆（廣美的媽媽）        | 本田貴子   |        | 詹雅菁 |                                                                                    |
| 茱蒂（保育家基地連絡長）    | ベッキー   |        | 傅曼君 |                                                                                    |

### 神奇寶貝
- 泳氣鼬
- 聒噪鳥
- 小球飛魚

### 傳說神奇寶貝
- 蓋歐卡
- 瑪納霏（日本配音：白鳥由里，台灣配音：林美秀）
- 閃電鳥

## 主題曲
| 曲別     | 曲名                 | 作詞             | 作曲             | 編曲     | 歌                                 |
| -------- | -------------------- | ---------------- | ---------------- | -------- | ---------------------------------- |
| 片尾曲   | 「」（該守護的東西） | Yoshihiko Nishio | Yoshihiko Nishio | L.O.E    | Sowelu（DefSTAR RECORDS）          |
| 繪圖賞曲 | 「」（喵喵的大日子） | 皮卡丘学芸部     | 三留一純         | 三留一純 | 喵喵（犬山犬子）＆ノリノリガールズ |

## 備註
- 片頭有出現電玩「紅寶石.藍寶石版」的男主角、「神奇寶貝劇場版：裂空的訪問者 代歐奇希斯」中登場的訓練家小瞳、「雷公 雷的傳說」的瑪麗娜、火箭隊的巴修、普森，以及保育家的日向。
- 本部電影版韓國為日本以外的地區最快引進的，幾乎是同步上映。

## 外部連結
- （日語）電影介紹 （页面存档备份，存于）
- 互联网电影数据库（IMDb）上《神奇寶貝劇場版：蒼海的王子 瑪納霏》的资料（英文）
- 開眼電影網上《神奇寶貝劇場版：蒼海的王子 瑪納霏》的資料（繁體中文）
- 时光网上《神奇寶貝劇場版：蒼海的王子 瑪納霏》的資料（简体中文）
- 豆瓣电影上《神奇寶貝劇場版：蒼海的王子 瑪納霏》的資料 （简体中文）

完整的英文版口袋妖怪漫画：https://www.youtube.com/watch?v=eCYAjZWnzxI